# 新竹機務段

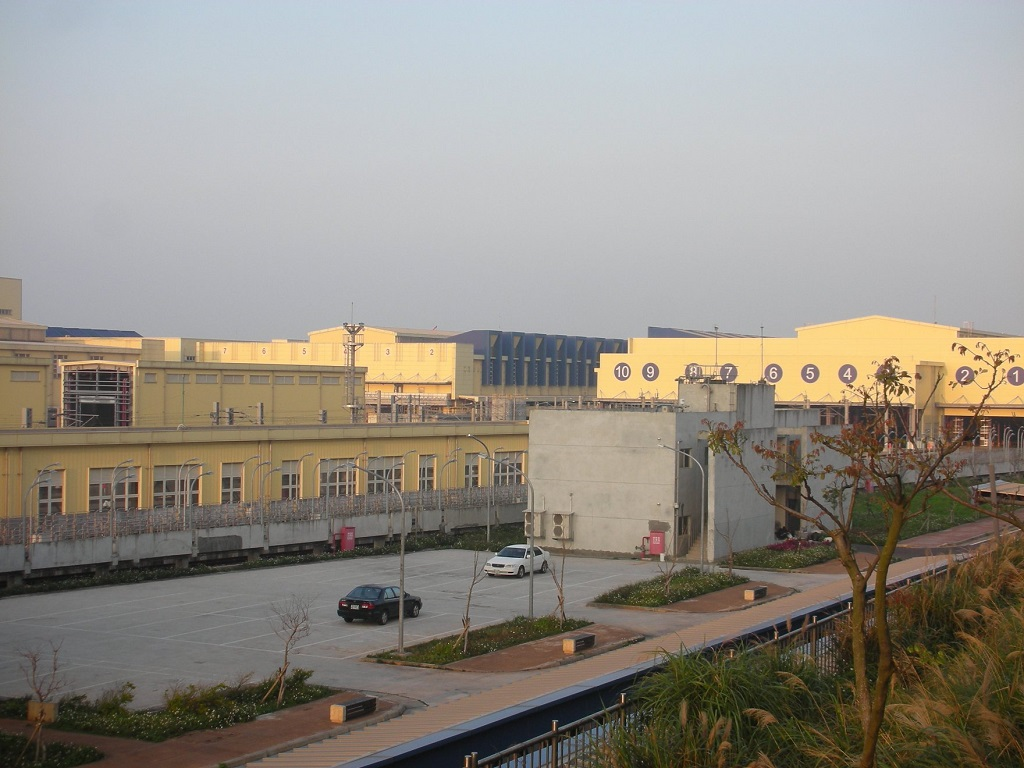
臺鐵富岡車輛基地

新竹機務段是臺灣鐵路公司（原臺灣鐵路管理局，略稱臺鐵或臺鐵局）位於臺鐵富岡車輛基地內，靠近新富車站旁的車輛基地。原位於新竹車站內，原先曾是北臺灣蒸汽機車機關庫所在地之一，1983年曾降為機務分段隸屬台北機務段，後因業務需要恢復為機務段，1992年配合通勤電聯車引進，將機關庫拆除並改建為平面車庫，1997年竣工啟用，2018年4月20日遷移至現址，原址同日降編為南新竹機務分駐所；另管有苗栗機務分駐所。本段是臺鐵北部地區通勤電聯車的大本營，2018年起負責所屬EMU700-900型通勤電車組的檢修及清洗等業務。

## 轄下單位
南新竹機務分駐所
位於新竹車站東側，設有洗車線與轉車台。
- 內灣線及縱貫線線司機員服勤管理
- 夜間車輛留置
- 備用機車派駐

苗栗機務分駐所
位於苗栗南邊西側。
- 夜間車輛留置
- 備用機車派駐